# 南区コミュニティエフエム
株式会社南区コミュニティエフエム（みなみくコミュニティエフエム）は、北海道札幌市南区の一部地域を放送区域とする超短波放送（FM放送）をしていた一般放送事業者（現・民間特定地上基幹放送事業者）である。
GREEN FMの愛称でコミュニティ放送をしていた。

## 概要
2006年（平成18年）開局。
愛称のGREEN FMは、「歴史や文化が根付くまち 南区の豊かな自然を皆さんと一緒に考え、守っていきたい。」との願いによる。
開局当初の演奏所は澄川4条3丁目。USEN I-02chでも再送信していた。
沿革
- 2005年（平成17年）
  - 12月12日　株式会社南区コミュニティエフエム設立。
- 2006年（平成18年）
  - 5月11日　放送局（現・特定地上基幹放送局）の予備免許取得。
  - 7月7日　放送局の免許取得、開局。
- 2008年（平成20年）
  - 4月より一部時間帯は自社制作番組以外J-WAVEの再送信を開始。
  - 11月3週目頃から、自社制作番組が相次いで最終回を迎える。最終回の理由として「タイムテーブルの再編」という曖昧な発言が（放送中に）繰り返し行われるのみであり、J-WAVE再送信の番組に関するリリース（発表）も無かったため、12月以降は新規の自社制作番組を放送するものと思われていた。
  - 11月29日、パーソナリティとリスナーによる同局主催の忘年会が南区内で行われる。但し、忘年会の開催は本年で最後であると主催者側よりアナウンスが行われた。告知はインターネット放送でも行われていたが、公式ウェブサイトでは一切行われていなかった（それ以前に公式ウェブサイトの更新に滞りが見られていた。）。
  - 11月29日　深夜から翌日早朝まで、自社制作番組の深夜放送がノースポンサー状態で行われる。この放送には古参の女性パーソナリティも参加しており、また、深夜放送そのものは数日前からアナウンスをされていた。
  - 11月30日　代表者が自らパーソナリティを務める特別番組にて、札幌市南区に関するPRが行われた。
  - 12月1日　J-WAVE再送信のみのタイムテーブルに変更され、自社制作番組の番組は皆無となる。
  - 12月4日　札幌地方裁判所に破産手続開始の申立て。
  - 12月5日
    - 札幌地方裁判所より破産手続開始の決定、負債総額は約3,600万円と見られる。
    - 北海道総合通信局に翌年3月6日までの放送局の休止届を提出。受理される。
    - 16:40頃、J-WAVEの再送信番組「GROOVE LINE」を中断し、代表取締役による破産手続開始と停波を宣言。
    - 17:00に停波。
- 2009年（平成21年）
  - 2月19日　放送局の廃止届を提出。これが受理され廃局となる。

## 自社製作の番組
2008年11月末日終了

### 平日
- Greening Music　月 - 金 7:00 - 8:00
- いっしょにあそぼ　月 - 金 8:00 - 8:59
- Greening Music 金 9:00 - 11:00
- Greening Music 月 - 木 11:00 - 16:00
- Greening Music 月 - 金 20:00 - 22:00
- Greening Music 金 1:00 - 2:00

### 土日
2008年12月4日現在
- Weekend Classic 土 - 日 7:00 - 9:00
- 南区演歌道 土 - 日 9:00 - 12:00
- Greening Music 日 12:00 - 22:00

なお、その他の時間は藻岩山の動物や虫の鳴き声を放送。警報の発令・災害が起きた場合には24時間放送を実施予定だった。

### 帯番組
- 南区ふるさと小百科
  - 区の歴史や後世に語り継ぎたい話を紹介。

## J-WAVE再送信番組
2008年12月5日終了
- 日曜日はJ-WAVEの番組を放送していなかった。

### 平日
- BOOM TOWN
- PARADISO
- GROOVE LINE
- PLATOn
- BRAVO! BRAVO!
- MAKING SENSE
- MIDNIGHT TRAIN
- Rock Alive!
- OH! MY RADIO

### 土曜日
- MODAISTA
- THE CLICKERS
- TOKYO REMIX ZOKU
- DORENISCA
- WORLD AIR CURRENT
- J-WAVE 20th ANNIVERSARY SPECIAL
- ASAHI BEER OZ MEETS JAZZ - FM NORTH WAVEでも放送していた。